# Bollywood Movie Award/Bestes Szenenbild
Der Bollywood Movie Award Best Art Direction ist eine Kategorie des jährlichen Bollywood Movie Awards für indische Filme in Hindi.
Liste der Preisträger:
| Jahr | Film            | Gewinner       |
| ---- | --------------- | -------------- |
| 1999 | kein Preis      | kein Preis     |
| 2000 | kein Preis      | kein Preis     |
| 2001 | kein Preis      | kein Preis     |
| 2002 | kein Preis      | kein Preis     |
| 2003 | kein Preis      | kein Preis     |
| 2004 | kein Preis      | kein Preis     |
| 2005 | Veer-Zaara      | Sharmishta Roy |
| 2006 | Black           | Omung Kumar    |
| 2007 | Rang De Basanti | Samir Chanda   |